# Veia microsticta
Veia microsticta är en fjärilsart som beskrevs av Turner. Veia microsticta ingår i släktet Veia och familjen nattflyn. Inga underarter finns listade i Catalogue of Life.